# Mécs Károly
Mécs Károly (Budapest, 1936. január 10. – Budapest, 2025. február 26.) a Nemzet Művésze címmel kitüntetett, kétszeres Kossuth- és Jászai Mari-díjas színművész, rendező, érdemes és kiváló művész.

## Élete
Mécs Károly 1936. január 10-én született Budapesten. A budapesti Toldy Ferenc Gimnáziumban, majd Rózsahegyi Kálmán színiiskolájában kezdte tanulmányait. 1961-ben végzett a Színház- és Filmművészeti Főiskolán Simon Zsuzsa osztályában. Mestere volt még Gáti József és Versényi Ida.
Már 1958-tól szerepelt a Nemzeti Színházban, 1960-tól a Petőfi Színházban, 1961–1963 között pedig a Szegedi Nemzeti Színházban játszott, ahova Szendrő József szerződtette.
1963-tól Keres Emil és Kazimir Károly hívására a Thália/Arizona Színház és a Művész Színház tagja 1996-ig. Kilenc évig a szekszárdi Magyarországi Német Színház vezető színésze.
Évekig volt a Budaörsi Játékszín társulatának tagja, ahol rendezőként is kipróbálhatta magát több alkalommal, emellett a Karinthy Színházban, a Nemzeti Színházban valamint a szolnoki Szigligeti Színházban is többször meghívott előadó. 2001 óta a Magyar Állami Operaházban is játszott.
Két Disney hercegnős mesefilmnek (Hófehérke és a hét törpe,  A szépség és a szörnyeteg) a mesélője volt.
2013-tól a Magyar Művészeti Akadémia rendes tagja volt.
2016-ban a nemzet művészei közé választották a 2015-ben elhunyt Sinkó László helyére.
2021 szeptemberében bejelentette a visszavonulását. A döntését azzal indokolta, hogy szeretné nyugalomban élni élete hátralévő részét.
2025. február 26-án halt meg, miután évekig küzdött daganatos betegségével. 2025. március 12-én helyezték végső nyugalomra a Farkasréti temetőben. A szertartáson beszédet mondott Turi Attila építész, a Magyar Művészeti Akadémia elnöke és Rubold Ödön színművész.

### Családja
Felesége 18 évig Szabó Éva volt, akinek lánya Lang Györgyi. Később 45 éven át felesége dr. Bujdosó Györgyi, humángenetikus volt.

## Színházi szerepei
- Nestroy–Heltai: Lumpáciusz Vagabundusz avagy a három jómadár... Hilárisz
- Darvas József: Kormos ég... Joó Laci
- George Bernard Shaw: Candida... Eugene Marchbanks
- Arbuzov: Tánya... Parancsnok helyettes
- William Shakespeare: Antonius és Kleopátra... Alexas
- Benedek Katalin: Idegen utcában... Imre
- Saidy-Harburg: Szivárványvölgy... Woody
- Shakespeare: Rómeó és Júlia... Rómeó
- Brammer–Grünwald: Cirkuszhercegnő... Pecsovics
- Bródy Sándor: A tanítónő... Ifj. Nagy; Káplán
- Shaw: Az ördög cimborája... Dudgeon Richárd
- Rozov: Felnőnek a gyerekek... Alekszej
- Németh László: Az utazás... Tisztelő
- Goethe: Egmont... Egmont gróf
- Harmath Imre: Maya... Dixi
- Arthur Miller: Az ügynök halála... Happy
- Karel Čapek: A rabló... A rabló
- Balázs Béla: A kékszakállú herceg vára... A regős
- Jean Racine: Britannicus... Britannicus
- Fejes Endre: Rozsdatemető... Író; Dr. Mátyás Vilmos
- Szolovjev-Vitkovics: Naszreddin kalandjai... Naszreddin Hodzsa
- Móra Ferenc: Móra Ferenc emlékest
- Levitt: Parancsra tettem... George Gray
- Diderot: Az apáca... Szerafin páter
- Sartre: Az Ördög és a Jóisten... Karl
- Shakespeare: Második Richárd... Második Richárd
- Babay József: Három szegény szabólegény... Posztó Márton
- Larni: A negyedik csigolya...Maxwell Bodenheim
- Babel: Alkony... Levka
- Tóth Ede: A falu rossza... Tóth Ede
- Hochhuth: A helytartó... Gerstein
- Mrożek: Károly... Unoka
- Fejes Endre: Mocorgó... Főhadnagy
- Goethe: Torquato Tasso... II. Alfonz
- Petőfi Sándor: Tigris és hiéna... Borics
- Somogyi Tóth Sándor: Szerencse vagy halál... Ügyész
- Darvas József: Zrínyi... Zrínyi György
- Neruda: Joaquin Murieta tündöklése és bukása... Joaquin Murieta
- Babel: Mária... Golicin
- Szatmári–Kazimir: Bachus... Venus
- Hemingway: Akiért a harang szól... Robert Jordan; Andres
- Ortutay–Kazimir: Kalevala... Lemminkejnen
- Móricz Zsigmond: Légy jó mindhalálig... János úr
- Goda Gábor: A planétás ember... Lutter ezredes
- Sándor Iván: Kvartett... Az egyik ember
- Pálfy–Kazimir: A magyar kérdés... Cseh diplomata
- Bródy Sándor: A dada... Viktor
- Milton: Elveszett paradicsom... Sátán
- Roger Martin du Gard: A Thibault-család... Daniel
- Weöres Sándor: A holdbeli csónakos... Bolond Istók
- Heller: Irány New Heaven... Starkey
- Kazimir–Jánosy: Ramajana... Ráma királyfi
- Kazimir–Kristóf: Bartókiána
- Illyés Gyula: Bál a pusztán... Segédtiszt
- Pagogyin: Arisztokraták... Gromov
- Greene: Csendes amerikai... Vigot
- Csokor: Isten veled Monarchia... Zierowitz
- Zsolt Béla: Erzsébetváros... Gyula
- László–Bencsik Sándor: Történelem alulnézetben... Kántor
- Ödön von Horváth: Don Juan visszatér
- Malraux: A remény... García
- Katona József: Bánk bán... II. Endre
- Kellér Andor: Bal négyes páholy... Molnár Ferenc
- Mándy Iván: Gong... János
- Karinthy Ferenc: Házszentelő... Dr. Brenner Egon
- Simonffy András: A japán szalon... Faragho Gábor
- Sztratiev: Velúrzakó... Ivan barátja
- Hochhuth: Jogászok... Klaus
- Filadelfi Mihály: Torzó Messiás
- Mesterházi Lajos: Pesti emberek... Béla
- Hochwälder: A szent kísérlet... Lorenzo Querini Rómából
- Fallada: Mi lesz veled, emberke?... Heilbutt
- Gelman: Magasfeszültség... Andrej Golubjev
- Ajtmatov: Az évszázadnál hosszabb ez a nap... Abutalip Kuttubájev
- Illyés Gyula: Fáklyaláng... Görgey Artúr
- Tolsztoj: Háború és béke... A mesélő
- Mezei András: Magyar kocka... Dr. Laczi Tibor
- Gyárfás Miklós: Hangok komédiája... A színész
- Németh László: Harc a jólét ellen... Dr. Tornyai
- Gorin: Gyalog a holdsugáron... Polgármester
- Tamás István: A pápa és a császár... VII. Pius
- Misarin: Ezüstlakodalom... Vibornov Gennagyij Georgievics
- Siposhegyi Péter: Csak egy tánc volt... Főnök
- Barillet–Grédy: Big Love... René
- Armand Salacrou: Túl tisztességes hölgy... Robert
- Lestyán–Vaszary: Potyautas... Shell
- Ibsen: A tenger asszonya... Dr. Wangel
- Eörsi István: Az áldozat... Domitius
- Tamási Áron: Hegyi patak... Vikáros
- Bertolt Brecht: Die Dreigroschenoper... Mackie Messer
- Alfonso Sastre: A szájkosár... Roch felügyelő
- Victor Hugo: A királyasszony lovagja... Alba gróf és Covadenga
- Lessing: Nathan der Weise... Szaladin szultán
- Thomas: Szegény Dániel... A plébános
- Kálmán Imre: Csárdáskirálynő... Kerekes Ferkó
- Dürrenmatt: Romulus der Große... Odoaker
- Nagy András: Don Juan, a sevillai, a kővendég és a szédelgő... Don Ottavio
- Móricz Zsigmond: Úri muri... Zselyez Balogh Ábel
- Goethe: Die Mitschuldigen
- Hampton: Hollywoodi mesék... Thomas Mann
- Baróti Géza: Bástyasétány 77... Török professzor
- Márai Sándor: Kaland
- Molnár Ferenc: Játék a kastélyban... Turai
- Stephanie: Szöktetés a szerájból... Szelim pasa
- Székely János: Caligula helytartója... Decius római lovag
- Tóth-Máté Miklós: Rodostó... II. Rákóczi Ferenc
- Tóth-Máté Miklós: A zsoltáros és a zsoldos... Kapitány
- Lope de Vega: A kertész kutyája... Ottavio
- Molnár Ferenc: Harmónia... Prelátus
- Márai Sándor: Egy úr Velencéből... Parma grófja
- Stendhal: Vörös és fekete... A herceg
- Szilágyi László: Csókos asszony... Tarpataky báró
- Tamási Áron: Vitéz lélek... Ambrus

## Színházi rendezései
- Tóth-Máté Miklós: Rodostó (2003)
- Tóth-Máté Miklós: A zsoltáros és a zsoldos (2003)

## Filmszerepei

### Játékfilmek
- 1956 november (1959)
- Merénylet (1959)
- A Noszty fiú esete Tóth Marival (1960) – Noszty Feri
- Két emelet boldogság (1960) – Farsang Gusztáv
- Az ígéret földje (1961)
- Napfény a jégen (1961) – Jancsi
- Esős vasárnap (1962) – Kaszás Pál
- Miért rosszak a magyar filmek? (1964) – Lepsényi Jenő
- Ha egyszer húsz év múlva… (1964)
- A kőszívű ember fiai 1–2. (1965) – Baradlay Richárd
- Különös házasság (1965)
- Der Turm der verbotenen Liebe {A tiltott szerelem tornya} (1968) – Graf Hector de Latoure
- A magyar ugaron (1972) – Első katona
- Hekus lettem (1972) – Forinthamisító
- 141 perc a befejezetlen mondatból (1974) – Desiree vőlegénye
- Kopjások (1975) – Rajnay segédtisztje
- Köznapi legenda (1976)
- 80 huszár (1978) – Osztrák vezérlő tiszt
- Élve vagy halva (1979) – Székelykuthy Zsigmond, tűzszerész
- Hogyan felejtsük el életünk legnagyobb szerelmét…? (1979) – Genát
- Októberi vasárnap (1979) – Benkő ezredes
- Örökség (1980) – Szorondy Frigyes
- Vámmentes házasság (1980) – Feri, Ági férje
- Vigyázat! Vasúti átjáró! (1982; oktatófilm) – Narrátor (hang)[20]
- Királygyilkosság (1984) – Sándor király
- Vadon (1989)
- Radetzkymarsch (1995)
- A játékos (1997) – Szállodaigazgató
- Nemkívánatos viszonyok (1997)
- A napfény íze (1999) – Honvédelmi miniszter
- Sacra Corona (2001) – Mór püspök
- A hét nyolcadik napja (2006) – Gyuszi

### Tévéfilmek
- A szélhámos (1961) – Juhos Attila
- Az utolsó budai basa (1963) – Petneházi Ferenc
- Hölgyfodrász (1966)
- Szerencsés flótás (1966) – Detre
- Az ördögök teste (1967)
- Máglyák Firenzében (1967)
- Mocorgó (1967) – Főhadnagy
- Isten óvd a királyt (1968)
- Volt egyszer egy borbély (1969) – Czibor
- A nagylegény (1970)
- Házasodj, Ausztria! (1970)
- Levelek Margitnak (1970)
- A legutolsó (1971)
- Fegyház a körúton (1971)
- A Fekete Mercedes utasai (1973)
- Szeptember végén (1973)
- Asszony a viharban (1974) – Nyomozó
- Gräfin Mariza (1974)
- A sas meg a sasfiók (1975)
- Az Elnökasszony 1–2. (1975)[21]
- Császárlátogatás (1975)[21]
- Hazugok (1975)
- Magyarország 1849 (1975)
- A sas meg a sasfiók (1976)
- Fél penny (1976)
- Köznapi legenda (1976) – Orvos
- Le jeune homme et le lion (1976) – Ogier
- Lincoln Ábrahám álmai (1976)
- Ady-novellák (1977)
- Doktor Senki (1977) – Vámoscher
- Fogságom naplója (1977)[22]
- Napforduló (1977)[22]
- Ady-novellák (1978)
- A nagyenyedi két fűzfa (1979) – Narrátor (hang)
- Kiálts, város! (1979) – Von Felsen
- Vádindítvány (1979) – Narrátor (hang)
- Horváték (1980) – Mayer százados
- Fizetés nélküli szabadság(wd) (1981)
- Gyilkosság a 31. emeleten (1981)
- Ítélet és igazság (1981)
- A nyomozás (1982) – Magas
- Atomzsarolás (1983)
- Harmodios… és meg kell dögleni (1983)
- Japán szalon (1983)
- Fekete császár (1983)
- Nemzetemnek vagyok katonája (1983)
- Oedipus Kolonosban (1983) – Oedipus
- A bíró (1984) – Drasztamat, a bíró
- A kárókatonák még nem jöttek vissza (1984)
- Krízis (1984) – Barnabás[23]
- Zsákutca (1985) – Lajtai
- A néger (1986) – Barthou
- Gyilkosság két tételben (1987) – Geyer[24]
- Így győzni fogunk (1987)
- Puskin utolsó napjai (1987) – Zsukovszkij
- Szarkofág (1987) – Tábornok
- A trónörökös (1988) – Gróf
- Abenteuer Airport (1990)
- Zenés TV Színház: Az öreg gavallér (1990) – Narrátor
- Hölgyek és urak (1991) – Boronkay
- Radetzkymarsch (1994)
- A körtvélyesi csíny (1995) – Gerendy Miklós, főispán
- A vízcsepp kivájja a követ (1996) – Narrátor (hang)
- Mohács (1996) – Tomori
- A 11. parancsolat (1997)
- Nemkívánatos viszonyok (1997) – Nagykövet

### Televíziós sorozatok
- A százegyedik szenátor (1967) – Fromm szenátor fia
- Bors (1968)
- Der schwarze Graf (1970)
- Egy óra múlva itt vagyok (1971)
- Híres szökések (1971)
- Sztrogoff Mihály (1975) – Dimitri (1977-es szinkron)
- Hungária kávéház (1976) – Fogarasi Géza
- Megtörtént bűnügyek
  - 7. rész: A kiskirály (1977) – határőr-parancsnok (1980-ban adták le)
- Nero, a véres költő (1977) – Anicetus
- A tenger 1–6. (1982) – Tatár György
- Liszt Ferenc (1982)
- Kémeri 1–5. (1985) – Kolczonay tartalékos zászlós
- Égető Eszter (1988)
- Családi kör (1989)
- Hotel Szekszárdi 1–6. (2002)
- Fekete krónika 1–4. (2004) – Író

#### Narrátor
- A megsebzett bolygó (1979)
(1981–82-ben adták le)
- Magyarország barlangjai
  - 2. rész: Az angyalok verítéke (1986)[25] (1989-ben adták le)
- Tizenkét hónap az erdőn (1988–89)
- Másfélmillió lépés Magyarországon – Bajától Tokajig (2014)[26]

### Rajzfilmek
- Dióbél királyfi (1963, rövid rajz-játékfilm) – Mesélő (hang)
- Lúdas Matyi (1976, rajz-játékfilm) – Mesélő (hang)
- Vakáción a Mézga család (1978, rajzfilmsorozat) – Felügyelő (hang)
- Macskafogó (1986, rajz-játékfilm) – Edlington (hang)
- Macskafogó 2. – A sátán macskája (2007; 2D-s animációs film) – Edlington (hang)

## Szinkronszerepei

### Sorozatbeli szinkronszerepei
- Az Orion űrhajó fantasztikus kalandjai: Cliff Allister McLane őrnagy, parancsnok – Dietmar Schönherr
- A Guldenburgok öröksége: Dr. Max von Guldenburg – Jürgen Goslar
- Falcon Crest: Dr. Michael Ranson – Cliff Robertson

### Filmes szinkronszerepei
| Év          | Cím                                                   | Szerep                                     | Színész              |
| ----------- | ----------------------------------------------------- | ------------------------------------------ | -------------------- |
| 1936        | Rómeó és Júlia                                        | Mercutio, a herceg rokona és Rómeó barátja | John Barrymore       |
| 1937        | Hófehérke és a hét törpe                              | Mesélő                                     | –                    |
| 1937        | Táncrend                                              | Eric Irvin                                 | Pierre Richard-Willm |
| 1938        | Jégmezők lovagja                                      | Alekszandr Nyevszkij herceg                | Nikolai Cherkasov    |
| 1939        | Asszonylázadás                                        | Kent                                       | Brian Donlevy        |
| 1939        | Intermezzo                                            | Holger Brandt                              | Leslie Howard        |
| 1940        | Bizsu                                                 | Dan                                        | John Wayne           |
| 1940        | Hosszú az út haza                                     | Kapitány                                   | Wilfrid Lawson       |
| 1940        | Waterloo Bridge                                       | Roy Cronin                                 | Robert Taylor        |
| 1941        | Bemutatom John Doe-t                                  | Henry Connell                              | James Gleason        |
| 1941        | A máltai sólyom                                       | Sam Spade                                  | Humphrey Bogart      |
| 1941        | New Orleans angyala                                   |                                            |                      |
| 1944        | Szegények és gazdagok                                 | Harry `Steve` Morgan                       | Humphrey Bogart      |
| 1944        | V. Henrik                                             | V. Henrik                                  | Laurence Olivier     |
| 1946        | Az óra körbejár                                       | Dr. Jeffrey Lawrence                       | Byron Keith          |
| 1947        | Bumeráng                                              | Henry L. Harvey, ügyész                    | Dana Andrews         |
| 1947        | A test ördöge                                         | François Jaubert                           | Gérard Philipe       |
| 1948        | Külügyi szívügyek                                     | John Pringle kapitány                      | John Lund            |
| 1948        | Macbeth                                               |                                            |                      |
| 1948        | Szent Johanna                                         |                                            |                      |
| 1949        | Keserű rizs                                           | Marco                                      | Raf Vallone          |
| 1949        | Kolumbusz Kristóf                                     | Kolumbusz Kristóf                          | Fredric March        |
| 1950        | Bátor emberek                                         | Vadim Nikolajevich Beleckij                | Oleg Solyus          |
| 1952        | Délidő                                                | Will Kane rendőrbíró                       | Gary Cooper          |
| 1952        | A folyó mentén                                        | Glyn McLyntock                             | James Stewart        |
| 1952        | Királylány a feleségem                                | A történész                                | Jean Debucourt       |
| 1953        | Amíg mellettem vagy...                                | Stefan Berger                              | Hardy Krüger         |
| 1953        | Csókolj meg, Katám!                                   | Fred Graham `Petruchio`                    | Howard Keel          |
| 1954        | Zendülés a Caine hadihajón                            | Steve Maryk hadnagy                        | Van Johnson          |
| 1955        | A barátnők                                            |                                            |                      |
| 1955        | Az Isten bal keze                                     | James 'Jim' Carmody                        | Humphrey Bogart      |
| 1955        | Nem vagyunk angyalok                                  | Joseph                                     | Humphrey Bogart      |
| 1956        | A bigámista                                           |                                            |                      |
| 1956        | A boszorkány                                          | Camoin                                     | Michel Etcheverry    |
| 1956        | Hosszú kéz                                            | Ward őrmester                              | John Stratton        |
| 1956        | A párizsi Notre Dame                                  | Gaston Phoebus de Chateaupers kapitány     | Jean Danet           |
| 1956        | A tévedés áldozata                                    | Emmanuel Christopher `Manny` Balestrero    | Henry Fonda          |
| 1957        | Csendes Don                                           | Stockman                                   | Viliam Shatunovsky   |
| 1957        | Egy szélhámos vallomásai                              | Stanko                                     | Heinz Reincke        |
| 1957        | Újra szól a hatlövetű                                 | Wyatt Earp rendőrbíró                      | Burt Lancaster       |
| 1958        | Idegen a cowboyok között                              | James McKay                                | Gregory Peck         |
| 1958        | Levelek a szélben                                     | Jacques                                    | Ernst Stankovski     |
| 1958        | Montparnasse 19                                       | Léopold Zborowsky                          | Gérard Séty          |
| 1963        | Winnetou 1. rész (1. szinkron)                        | Old Shatterhand                            | Lex Barker           |
| 1964        | Winnetou 2. rész – Az utolsó renegátok (1. szinkron)  | Old Schatterhand                           | Lex Barker           |
| 1965        | Winnetou 3. rész – Winnetou halála (1. szinkron)      | Old Shatterhand                            | Lex Barker           |
| 1966        | Winnetou és a félvér Apanacsi (1. szinkron)           | Old Shatterhand                            | Lex Barker           |
| 1968 (1988) | Kémek a Sasfészekben                                  | John Smith                                 | Richard Burton       |
| 1968        | Funny girl                                            | Nick Arnstein                              | Omar Sharif          |
| 1974        | A rendőrség száma 110 – IV/6. rész: A hirdetés        | Eduard "Eddi" Ascher                       | Heinz Behrens        |
| 1974        | Pokoli torony                                         | Doug Roberts, építész                      | Paul Newman          |
| 1975        | Egy zseni, két haver, egy balek (Mokép-féle szinkron) | Cabot őrnagy                               | Patrick McGoohan     |
| 1975        | Gyalog galopp                                         | Artúr király                               | Graham Chapman       |
| 1975        | Klein úr                                              | Robert Klein                               | Alain Delon          |
| 1976        | Todo modo                                             | Don Gaetano                                | Marcello Mastroianni |
| 1977        | A rendőrség száma 110 – VII/6. rész: A számvetés      | Jürgen Hübner főhadnagy                    | Jürgen Frohriep      |
| 1983        | Legyetek jók, ha tudtok                               | Loyolai Ignác                              | Philippe Leroy       |
| 1986        | A pénz színe                                          | Eddie Felson                               | Paul Newman          |
| 1990        | Derrick – XVII/5. rész: A pokol küszöbén              | Arnold Kiesing                             | Wolf Roth            |
| 1991        | A szépség és a szörnyeteg                             | Mesélő                                     |                      |
| 1997        | Rex, a kölyökfelügyelő                                | Joe Felsner                                | Friedrich von Thun   |

## Rádió, Hangjáték
- Dold-Mihajlik: Ordasok között (1961)
- Szemes Piroska: A házasság története (1963)
- Róna Tibor: Húsz éven felülieknek (1964)
- Lunacsarszkij: Cromwell (1965)
- Lope de Vega: Hej Madrid, Madrid! (1966)
- Racine: Pereskedők (1968)
- Zoltán Péter: A legendás szalmakalap (1968)
- Füst Milán: A zongora (1969)
- Névaparti muzsikusok – Epizódok Pétervár zenei múltjából (1969)
- Hilda Lawrence: Sárga kesztyűk (1970)
- Kosztolányi Dezső: Fogfájás (1970)
- Radványi Dezső: A gavallér vendég (1970)
- Schiller: Tell Vilmos (1970)
- Henry Kane: A nevem: Chambers (1971)
- Sőtér István: Eötvös József élete és művészete (1971)
- Balogh László: A tűnékeny alma (1972)
- Hubay Miklós: Kalóz (1972)
- "Kóborlásaim idején..." (1972)
- Illyés Gyula: Fáklyaláng (1972)
- Wolfgang Borchert: Az ajtón kívül (1975)
- Az ember hivattatása – misztérium (1976)
- Mesterházi Lajos: Regále (1976)
- Ady Endre: A műhelyben (1977)
- Barca, Pedro Calderon de la: Az élet álom (1977)
- Hegedűs Géza: Az égbolt és a kupola (1977)
- Karinthy Ferenc: Visszajátszás (1977)
- Lope de Vega: Sevilla csillaga (1977)
- Radnóti László: Halálfúga (1977)
- Csurka István: Defenzív vezetés (1978)
- Kosztolányi Dezső: Az ezredesné sebe (1978)
- Geoffrey Chaucer: Canterbury mesék (1979)
- Déry Tibor: Képzelt riport egy amerikai popfesztiválról (1979)
- Csiky Gergely: Paraziták (1980)
- Teleki László: Kegyenc (1980)
- ÍRÓVÁ AVATNAK – Németh László indulása (1982)
- A JÁTSZÓ EMBER - Gyötörd a nyelved... (1982)
- Mikszáth Kálmán: Akli Miklós (1982)
- Tóth Bálint: A niklai nemzetes úr (1982)
- Dino Buzzati: A nagy képmás (1984)
- Kolin Péter: Elrendezés (1985)
- Kovács Rózsa: Lótuszok kertje (1985)
- Anna Seghers: Jeanne d'Arc pöre Rouenban 1431-ben (1988)
- Jókai Mór: Keresd a szíved (1994)
- Ambrus Zoltán: Giroflé és Girofla (1995)
- Gosztonyi János: A hontalan (1998)
- Kabdebo Tamás: Thomas Mann üdvözlése (2002)

## Díjai, elismerései
- Jászai Mari-díj (1970)
- SZOT-díj (1973)
- Érdemes művész (1977)
- Kazinczy-díj (1995)
- A Magyar Köztársasági Érdemrend tisztikeresztje (1996)
- Kiváló művész (2002)
- Kossuth-díj (2013)
- Budapest díszpolgára (2013)[27]
- Cornelius-életműdíj (2015)
- A Nemzet Művésze (2016)
- Budapest II. kerület díszpolgára (2016)[28]
- Kossuth-nagydíj (2021)[29]
- A Magyar Filmakadémia életműdíja (2021)[30]
- Széchenyi-örökség Okmánya (2021)[31]

## Portréfilmek
- Egy történet, egy zene – Aki mesél: Mécs Károly... (2005)
- Hogy volt?! – Mécs Károly felvételeiből (2013)
- Mécs Károly – Álmában nevet (2014)
- Ez itt a kérdés – Mécs Károly (2020)